# Цзиньпин (лаборатория)
Китайская подземная лаборатория Цзиньпи́н (кит. трад. 中国锦屏地下实验室, пиньинь Zhōngguó Jǐnpíng dìxià shíyànshì) — глубокая подземная лаборатория в горах Цзиньпин провинции Сычуань, Китай. Уровень космических лучей в лаборатории не превышает 0,2 мюонов/(м²·сутки). Лаборатория находится на глубине, соответствующей эквивалентному слою воды 6720 м:2 и таким образом является самой защищенной подземной лабораторией в мире:17.  Фактическая глубина лаборатории составляет 2400 м, однако к ней имеется горизонтальный доступ через туннель, поэтому оборудование может быть доставлено автотранспортом.
Хотя мрамор, в котором вырыты туннели, считается «твердой породой», на большой глубине он представляет более серьезные инженерно-геологические проблемы:16–27:16–19 чем даже более твердые магматические породы в какие обычно строят глубокие лаборатории:13–14. Неудобство доставляет также давление воды в породе, достигающее 10 МПа (100 атм). Однако обладает преимуществом радиационной защиты, заключающимся в низком содержании радионуклидов, таких как 40K, 226Ra, 232Th:17 и 238U:16. Это, в свою очередь, приводит к низкому уровню радона (222Rn) в атмосфере:5.
Лаборатория находится в Ляншане на юге Сычуани, около 500 км к юго-западу от Чэнду:3. Ближайший крупный аэропорт - Xichang Qingshan Airpot на расстоянии 120 км:5.

## История
Проект гидроэлектростанции Цзиньпин-II включал прокладку ряда туннелей под горами Цзиньпин: четырёх водоводов длиной 16,7 км для подачи воды из водохранилища к генераторам:30, а также двух транспортных туннелей длиной 17,5 км :1 и одного дренажного туннеля. Узнав о работах в горном массиве Цзиньпин в августе 2008 года,  физики из Университета Цинхуа решили, что это будет отличное место для глубокой подземной лаборатории и договорились с гидроэнергетической компанией о выработке лабораторного пространства в середине туннеля.
Официальное соглашение было подписано 8 мая 2009 г., и горные работы немедленно начались:29.  Первая фаза CJPL-I, состоящая из главного зала размером 6,5 × 6,5 × 42 м:8 и подъездного туннеля длиной 55 м (всего 4000 м³ выемки):15  была завершена к маю 2010 г.,  полностью строительство завершено 12 июня 2010 г.:7  Официальное открытие лаборатории состоялось 12 декабря 2010 г.:37
Лаборатория находится к югу от самого южного из семи параллельных туннелей ГЭС Цзиньпин-II, транспортного туннеля A.
Воздушная вентиляция в CJPL-I изначально была недостаточной, что приводило к накоплению пыли на оборудовании и газообразного радона в воздухе, однако в дальнейшем была обеспечена дополнительная вентиляция:239.
Более сложная проблема заключается в том, что стены CJPL-I были облицованы обычным бетоном, взятым из поставки гидроэлектростанции. Бетон имеет более высокую естественную радиоактивность, чем желательно для лаборатории с низким уровнем радиоактивного фона :238.  На втором этапе строительства использовались материалы, отобранные с учетом низкой радиоактивности:30–37.

## Расширение CJPL-II
В дальнейшем лаборатория значительно расширилась (в 50 раз). Планы расширения были утверждены прежде, чем рабочие и оборудование покинули туннели после завершения строительства гидроэлектростанции в 2014 году:20.
К западу от CJPL-I, находились два объездных туннеля длиной около 1 км:20, построенные при прокладке семи главных тоннелей гидроэнергетического проекта. Это наклонные перекрещивающиеся туннели, которые соединяют средние точки пяти водоводов (четыре главных и один дренажный) с транспортными туннелями, проходящими параллельно и немного выше их. Эти тоннели общим объёмом 210 000 м³:4, которые планировалось заблокировать после окончания строительства:20, были переданы в дар лаборатории для использования в качестве вспомогательных помещений:5.
При расширении лаборатории была дополнительно проведена выемка 151 000  м³ грунта:4: несколько соединительных туннелей, четыре больших экспериментальных зала, каждый размером 14×14×130 м :6:12:15:22:239–240 и две ямы для защитных резервуаров под полом залов:20–21:24,27. В китайском эксперименте по обнаружению тёмной материи использовалась цилиндрическая яма диаметром и глубиной 18 м,  в которой находился резервуар с жидким азотом, а в эксперименте PandaX — эллиптическая яма  для резервуара с водой размером 27×16 м и 14 м глубиной:239–240,245. Залы были завершены к концу 2015 г.:17; ямы — к маю 2016 г. :24, и по состоянию на май 2017 года оснащались системами вентиляции:24-25 и другим необходимым оборудованием. Плановый срок ввода в эксплуатацию определялся как январь 2017 года:20.
В настоящее время это самая большая подземная лаборатория в мире, которая превзошла предыдущего рекордсмена — Национальную лабораторию Гран-Сассо (LNGS), принадлежащую Италии. Хотя большая глубина и более слабая порода делают залы уже, чем 20-метровые основные залы LNGS, их общая длина составляет 520 м, что обеспечивает большую площадь пола (7280 против 6000 м²), чем три зала LNGS общей длиной 300 м.
Залы CJPL также имеют больший объём, чем залы LNGS. CJPL располагает 93 300 м³  в самих залах, и еще 9300 м³ в защитных котлованах, всего 102 600 м³, что чуть больше, чем 95 100 м3 у LNGS. 
С учетом служебных помещений за пределами основных залов CJPL имеет 200–300 тыс. м³ полезного объёма:18:22:239 против 180 000 м3 у ЛНГС. Общий объем 361 000 m3 предполагает, что размер CJPL вдвое больше, но это вводит в заблуждение: все помещения LNGS были спроектированы как лаборатория, и поэтому их можно использовать более эффективно, чем перепрофилированные туннели CJPL.
|                     | CJPL-I        | CJPL-II               |
| ------------------- | ------------- | --------------------- |
| Общий объем :21     | 4000 м³       | 210 000 + 151 000 м³  |
| Площадь лаборатории | 273 м²        | 7280 м²               |
| Объем лаборатории   | 1800 м³       | 102 600 м³            |
| Электроэнергия      | 70 кВА :4     | 1250 (10 000) кВА :15 |
| Вентиляция          | 2400 м³/час:4 | 24 000 м³/час:10:239  |

Благодаря расположению лаборатории на территории крупной гидроэлектростанции, легко доступна дополнительная электроэнергия. CJPL-II снабжен двумя резервными силовыми кабелями с напряжением 10 кВ и мощностью 10 МВА;:15:21  доступная мощность временно ограничена мощностью 5 × 250 кВА понижающих трансформаторов (по одному на каждый экспериментальный зал и пятый на вспомогательные помещения):15.  Также нет недостатка в воде :14  для охлаждения мощного оборудования.
Поток мюонов (и, следовательно, водный эквивалент глубины) CJPL-II в настоящее время измеряется, :25  и может незначительно отличаться от CJPL-I, но он, безусловно, останется ниже, чем SNOLAB в Канаде и, таким образом, CJPL сохранит рекорд как самая глубокая лаборатория в мире.

## Эксперименты
В настоящее время в CJPL проводятся следующие эксперименты:
- China Dark Matter Experiment (CDEX), германиевый детектор темной материи,  и
- PandaX, детектор частиц и астрофизического ксенона для темной материи (и безнейтронного двойного бета-распада )

В лаборатории также работает установка с низким уровнем фона, в которой используется детектор из высокочистого германия для измерения очень низких уровней радиоактивности :7.   Это не физический эксперимент, а проверка материалов, предназначенных для использования в экспериментах. Он также тестирует материалы, используемые для создания CJPL-II:27-32.
В настоящее время для CJPL-II запланированы следующие эксперименты::24–29:23
- более крупная версия CDEX с массой детектора, исчисляемой тоннами; [8]:23[13]:25[25]:23[21]:27
- увеличенная версия PandaX с массой детектора, исчисляемой в тоннами; [8]:25[13]:26[25]:23
- Jinping Underground Nuclear Astrophysics (JUNA), эксперимент по измерению скорости астрофизически важных ядерных реакций в звездах;[26][13]:27 и
- возможно, детектор темной материи на основе жидкого аргона. [13]:28[25]:23[21]:26

Также есть предложения по:
- Jinping Neutrino Experiment[27][25]:23  — эксперимент, использующий преимущество расположения CJPL вдали от ядерных реакторов и, таким образом, имеющий самый низкий поток реакторных нейтрино среди всех подземных лабораторий, [24]:6  для проведения точных измерений солнечных и геонейтрино, [28][13]:29   ,
- CUPID (CUORE Upgrade with Particle Identification), эксперимент по безнейтринному двойному бета-распаду, [21]:26  и
- направленный детектор темной материи, созданный коллаборацией MIMAC (MIcro-tpc MAtrix of Chambers) [25]  в качестве дополнения к их детектору, который в настоящее время работает в подземной лаборатории Modane[29].

## Внешние ссылки
- Домашняя страница CJPL (Университет Цинхуа)
- Домашняя страница эксперимента Цзиньпин с нейтрино (Университет Цинхуа)
- CJPL страница GitHub
- Симпозиум по будущему применению германиевых детекторов в фундаментальных исследованиях в Пекине, с многочисленными презентациями CJPL
- Городское собрание, посвященное 2-й фазе развития подземной лаборатории в Цзиньпин в Китае (8 сентября 2013 г.) на 13-й Международной конференции по темам астрономической физики и подземной физики
- Презентации конференции CJPL 2015 Архивная копия от 8 декабря 2015 на Wayback Machine